# 日産ギャラリー

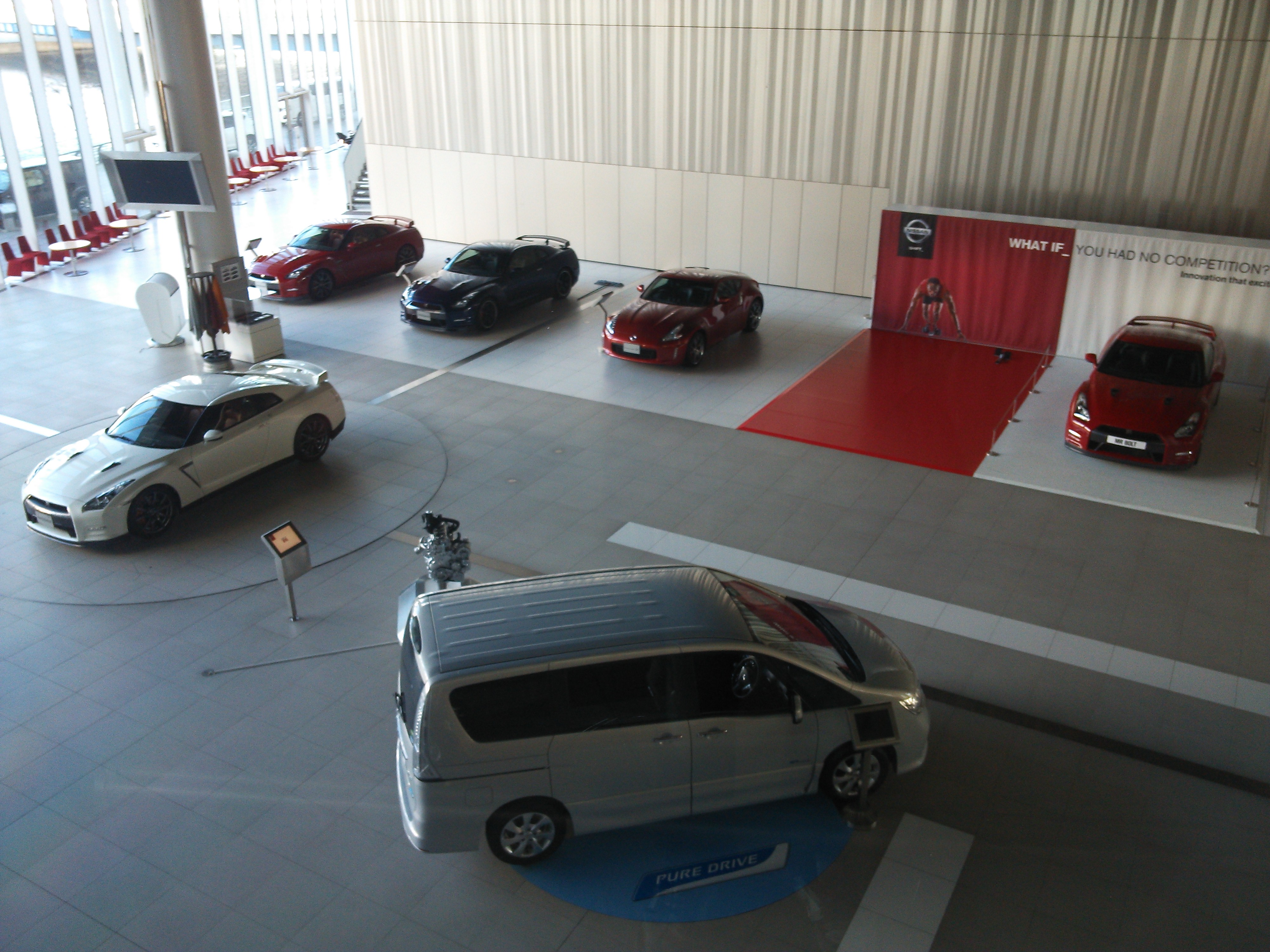
日産グローバル本社ギャラリー

日産ギャラリー（にっさんギャラリー、NISSAN GALLERY）は、日産自動車が運営する自動車ショールームである。本項では、銀座プレイス内やVRChat上のNISSAN CROSSING（ニッサン クロッシング）についても併せて解説する。

## 概要
日産の新車を展示しており、自由に見て触ることができる。市販車以外にも定期的に旧車（日産は「ヘリテージカー」と呼んでいる）やレーシングカーの展示イベントも行われている。
旧本社ギャラリーと銀座ギャラリー間にはエルグランドを使用したシャトルバスが運行していたが、本社ギャラリー移転に伴いサービスを終了した。
2009年8月に日産グローバル本社の1階に開設されたグローバル本社ギャラリーには、インフィニティのモデルを含む、日本国外で販売される車両も展示されている。2012年頃からは、実際に乗車することが可能となっている。また、プレス向けの新車発表会や自動車雑誌の取材も頻繁に行われている。カウンターにはミス・フェアレディがおり、現行全車種のカタログ・価格表を入手できるほか、日産が保管している歴代車のカタログをその場で閲覧することもできる。近年は、キャラバンやNV200バネットといった商用車も頻繁に展示されている。
一方、2013年には日産福岡ギャラリー（2月3日閉館）を皮切りに、日産札幌ギャラリー（3月31日閉館）、日産名古屋ギャラリー（5月6日閉館）が閉館し、これにより、国内のギャラリーはグローバル本社と銀座のみとなった。この件について日産は、「別の形で日産ブランドの提案をしていきたい」としている。
2014年3月31日にはサッポロ銀座ビルの再開発に従い、銀座ギャラリーも一時的に閉館した。サッポロ銀座ビルは同年4月より解体を開始し、銀座プレイスとして2016年9月24日にオープンした。銀座ギャラリーも同ビルと同時に、グローバルなブランド情報発信基地「NISSAN CROSSING（ニッサン クロッシング）」として生まれ変わった。なお、同施設オープンの2016年9月までの約2年半にわたる間、国内のギャラリーはグローバル本社のみとなっていた。

## ギャラリー所在地

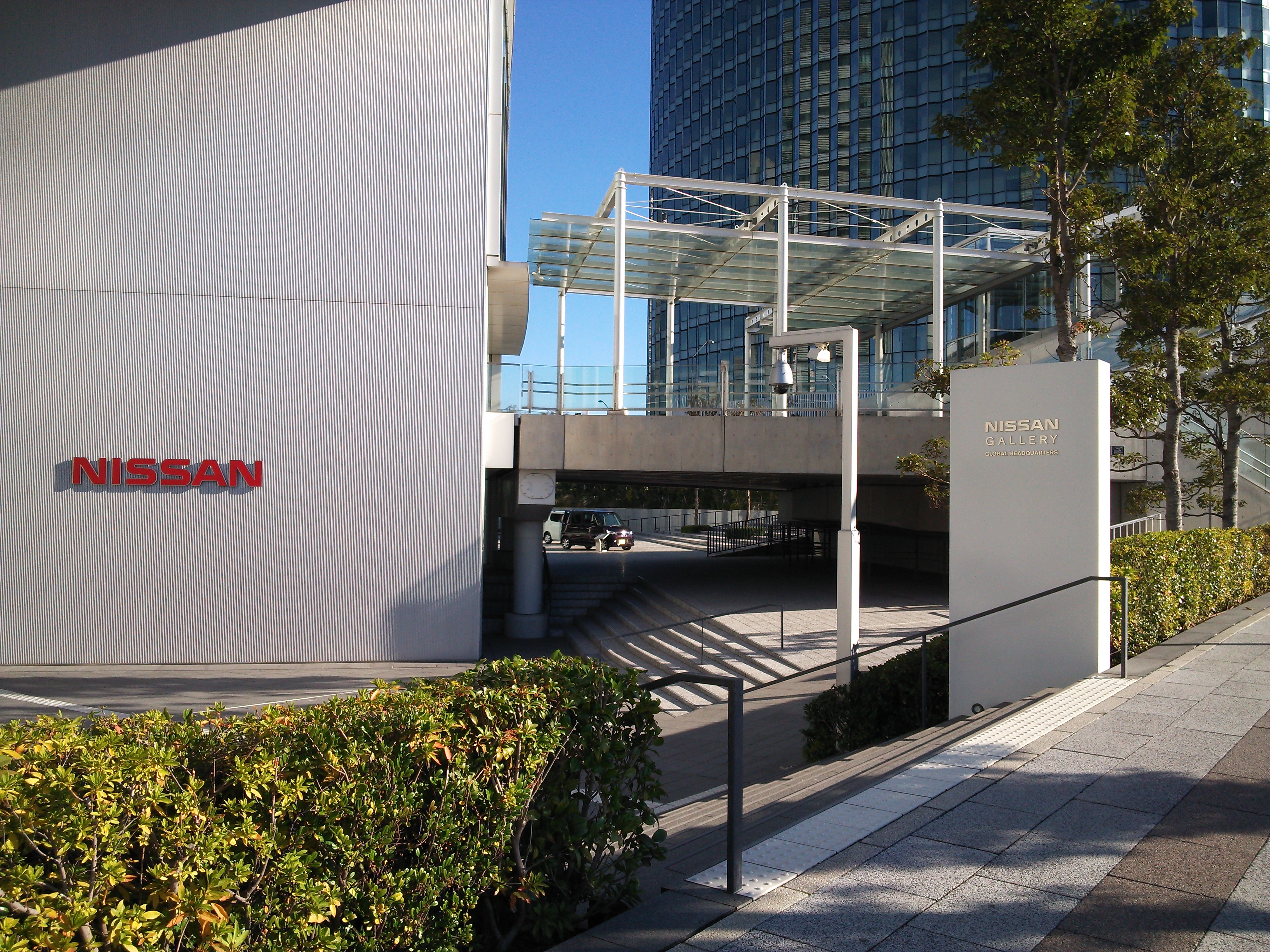
日産グローバル本社ギャラリー

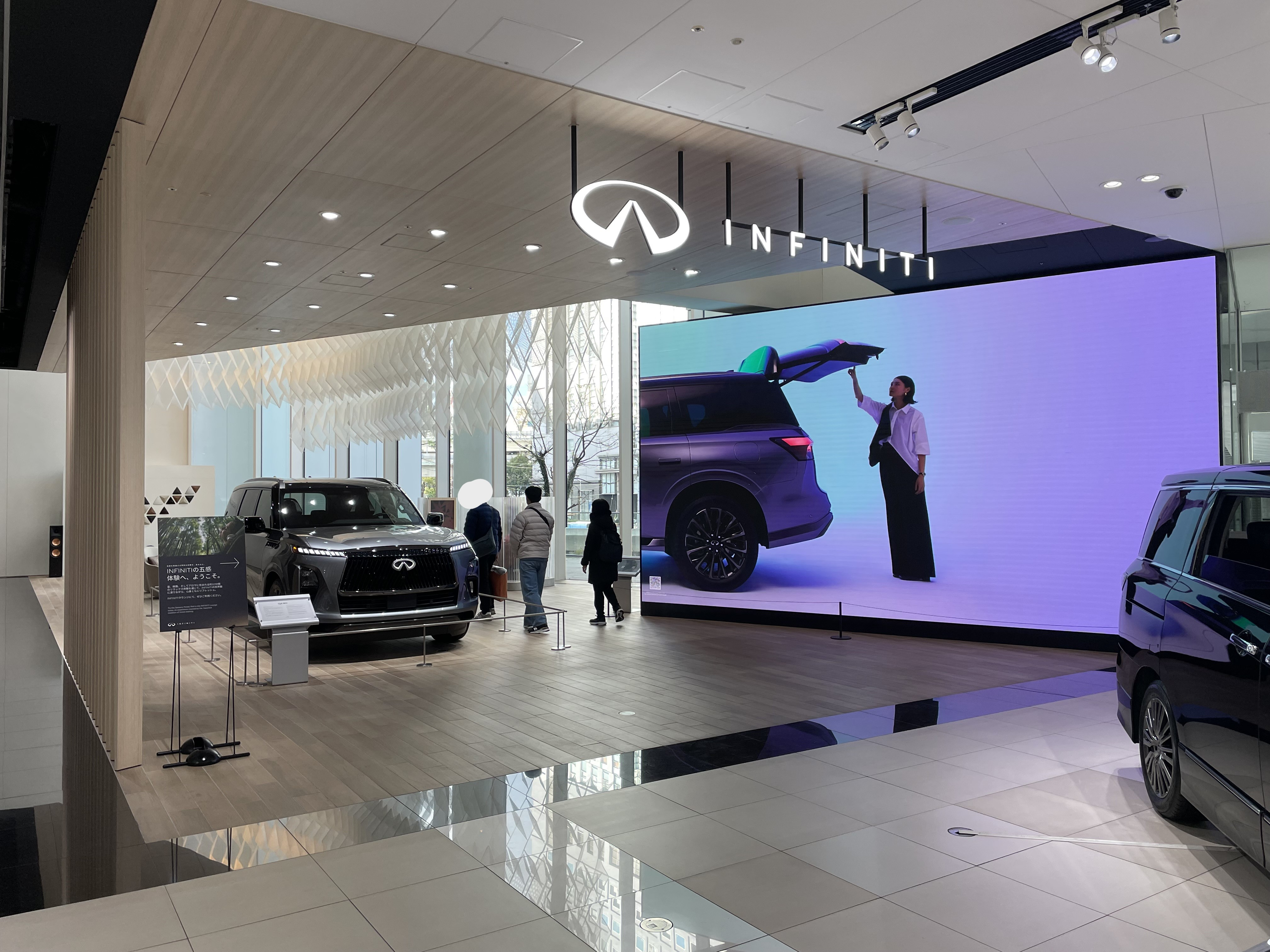
インフィニティラウンジ

- グローバル本社ギャラリー（横浜市西区高島、日産自動車グローバル本社1階）
2009年8月に稼動した神奈川県横浜市の日産新本社内に、2009年8月8日開設[3]。
休館日を除く毎日、元テストドライバーやレーサーなどの知識・経験豊富な日産スタッフが同乗する試乗会（テストドライブ）を無料で実施している。2022年8月現在、ARIYA、AURA e-POWER、AURA NISMO、NISSAN GT-R、リーフe+、X-TRAIL e-4ORCE、SAKURA、NOTE e-POWERに試乗することができる。全車、免許を取得から1年以上経過し、試乗日に免許証を持っていること、原則1日1車種のみの試乗が条件となる。なお、GT-Rの試乗対象年齢は、30歳以上に限られている[4]。また、自動車専用道路における運転支援技術「プロパイロット」を搭載した車種については高速道路で試乗が行われる。さらに、リーフの試乗では、自動駐車機能「プロパイロット パーキング」も実際に行うことができる。
2022年6月1日より、試乗会の参加手続きがグローバル本社ギャラリー公式サイトからのオンライン予約による受付に変更となり、試乗日前日の23時59分まで申し込みが可能である。また、試乗日当日に予約可能な枠がある場合に限り、先着順でインフォメーションカウンターにて予約することもできる[5]。
日産グッズの販売コーナーやカフェコーナーが設けられている。当初のカフェコーナーはチェーン店ではなく、コーヒーや菓子などが売られていたが、2012年6月からはスターバックスコーヒーが営業を行っている。なお、カフェコーナーはイベント時を除いて、銀座ギャラリー（2014年3月31日一時閉館）、名古屋をはじめとする地方のギャラリーには設置されていなかった。
かつて日産で販売していたヘリテージカーのカタログが保管されているため、その場での閲覧が可能である。

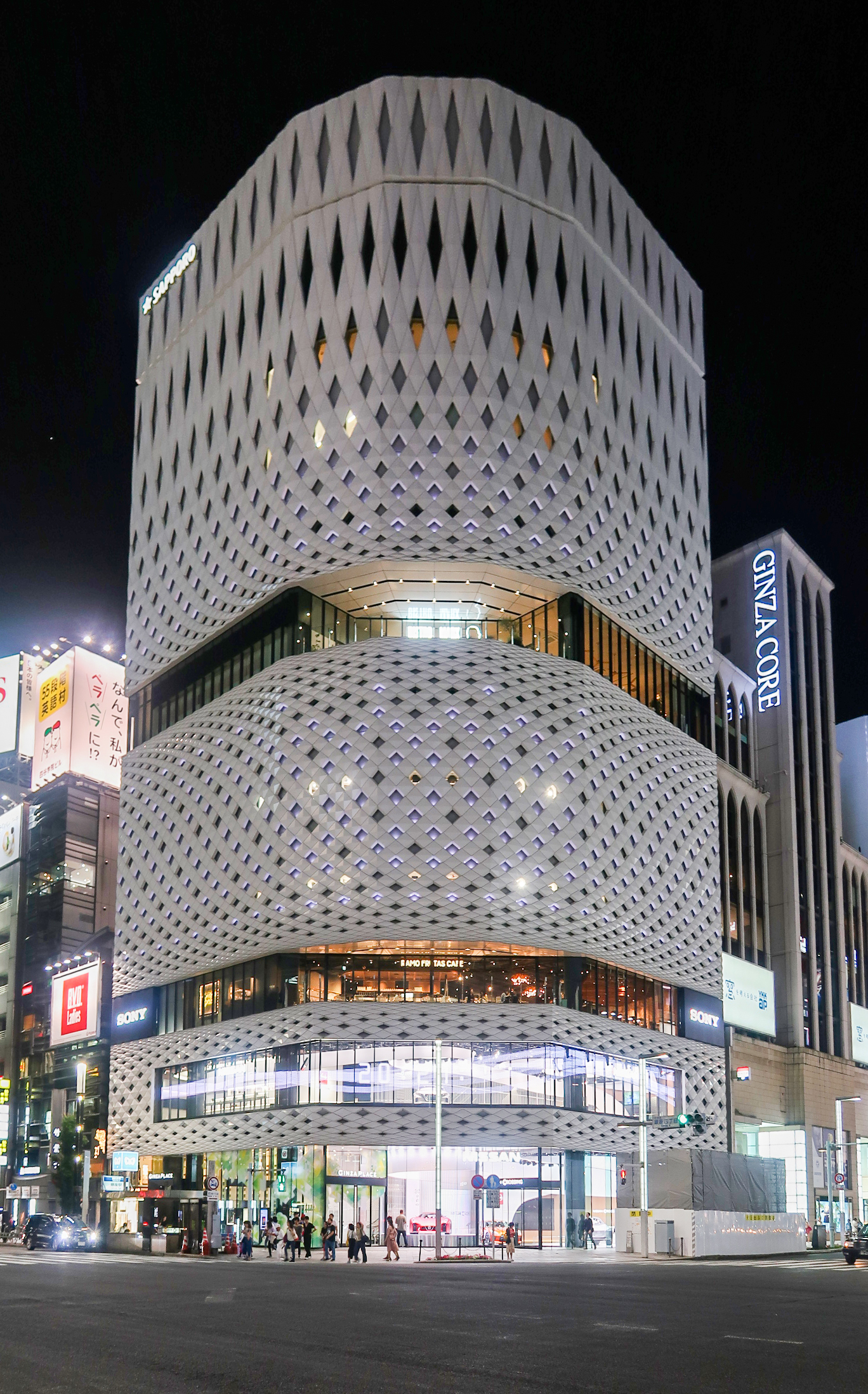
NISSAN CROSSINGが入居する銀座プレイスビル

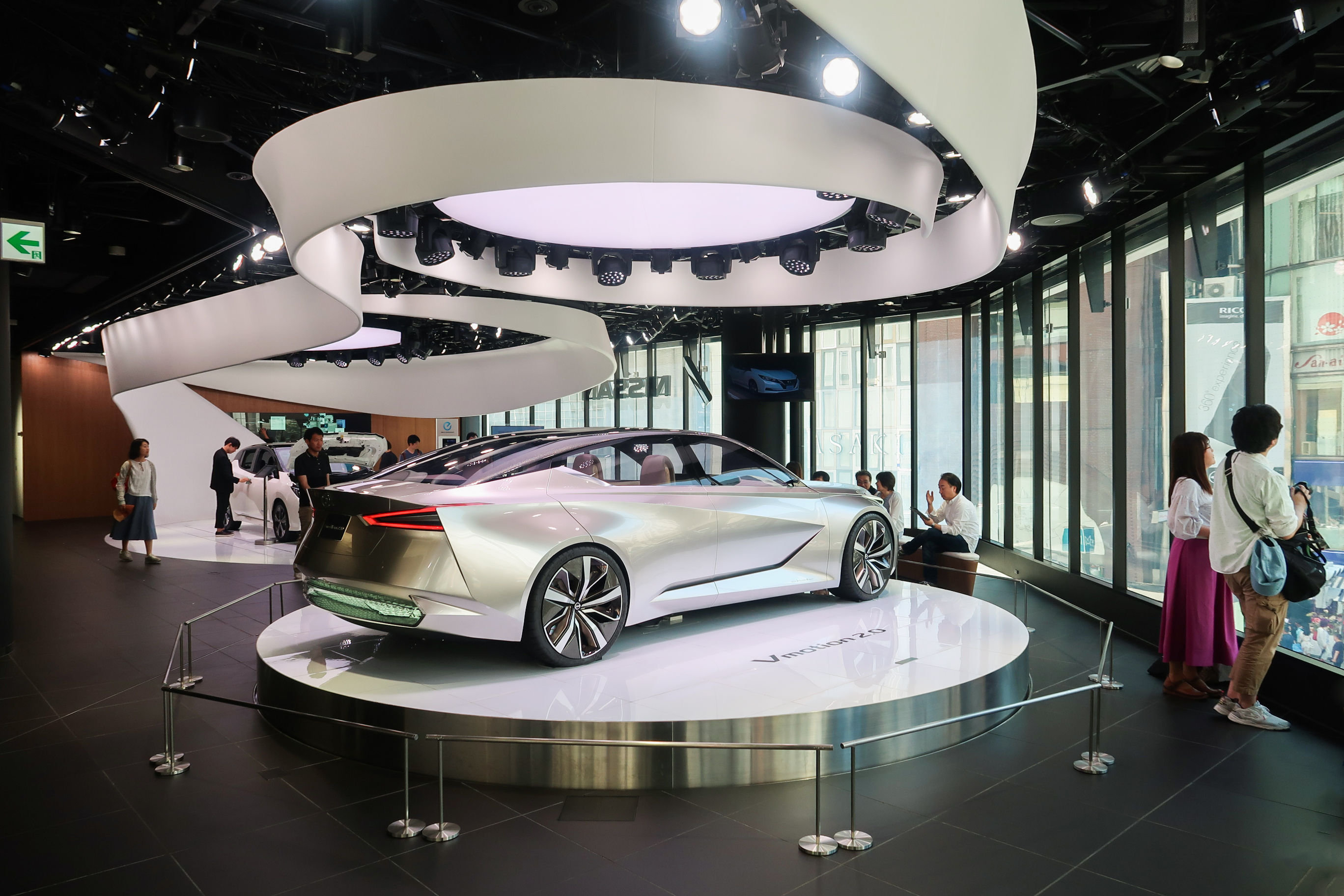
NISSAN CROSSING

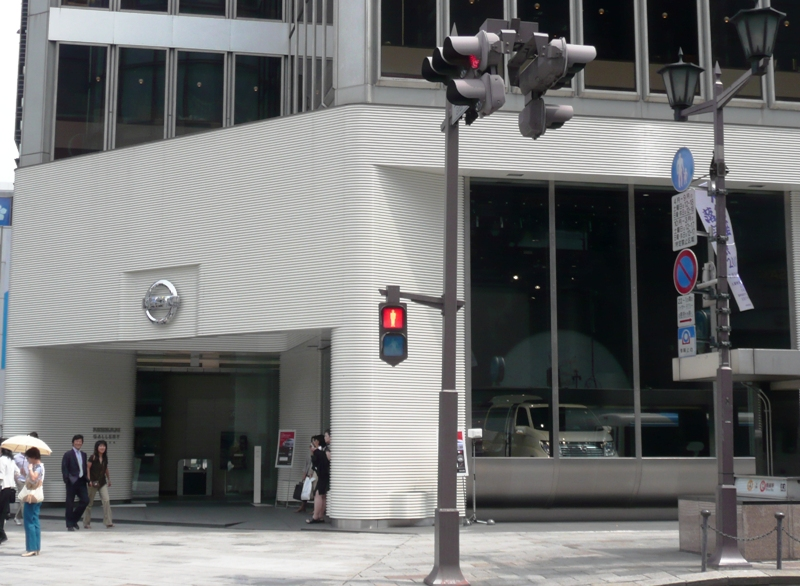
かつて存在した日産銀座ギャラリー（2014年3月31日をもって閉館）

- NISSAN CROSSING（東京都中央区銀座）
1963年に三愛ドリームセンター2階に「銀座ギャラリー」としてオープンし、その後サッポロ銀座ビルに移転。「銀座のシンボル」として多くの人々に親しまれてきたが、2014年3月31日をもって、入居しているサッポロ銀座ビルの再開発のため、2014年4月1日から2016年9月まで“リニューアル準備期間”として、一時的に閉館していた。また、閉館前の同年3月17日（月）〜31日（月）の期間中“特別展示イベント”と題して、フェアレディSPL213（1961年）、NISSAN GT-R Pure edition（2013年）、さらに、同ギャラリーの歴史を振り返ることのできるヒストリーパネルも同時に展示した。最終営業日となる3月31日には、告知なしで日産車ミニカー1000台が数量限定で配布された。また、一時閉館直前には、ミスフェアレディによる「閉館の挨拶」が執り行われた。
新しく生まれ変わる銀座プレイス内の同ギャラリーは、2016年9月24日に「NISSAN CROSSING（ニッサン クロッシング）」としてオープンした[2]（当初予定では、同年5月の営業再開を目指していた）。NISSAN CROSSINGは、来場者が「ワクワクする未来のドライビング体験」を体感できる施設。ワクワクをもたらす最先端テクノロジーを搭載したクルマの展示は勿論、センターステージでのプレゼンテーションや、大型タッチスクリーンでの情報発信など、クルマとヒトと社会との新しい関係を体験できる、『ニッサン インテリジェント モビリティ』の発信拠点として生まれ変わった。NISSAN CROSSINGのデザインテーマは「Spiral」。お客さまの感動や体験、過去から現在そして未来へと紡がれるカスタマージャーニーをシンボリックに表現した。この「Spiral」は季節や時間、イベントに合わせて様々に色の表情を変え、動きのある空間を創出する。従来の建築設計では不可能だった造形を、自動車の設計にも使われる最新のデジタルプロセスを用いることで実現した。銀座4丁目交差点に面した2階のガラス面にはLEDを組み込み、革新的なファサードが有機的に変化していく「バーチャル ファサード」で銀座の街を彩る。
CROSSING CAFE（カフェ）やNISSAN BOUTIQUE（ブティック）など、来場者がゆっくり過ごせるスペースも併設されている。

- NISSAN CROSSING（VRChat）
VR空間上のショールームである。2021年11月21日にVRChat上のワールド「NISSAN CROSSING（ニッサン クロッシング）」としてオープンした[6]。訪問は、PCVRのほか、Meta Quest 2(Oculus Quest 2)単体でも可能。
2022年05月20日に新型BEVであるSAKURAの展示開始。同時にVR空間上の試乗会場である 「NISSAN SAKURA Driving Island」へのポータルも設置された[7]。

### 閉館したギャラリー

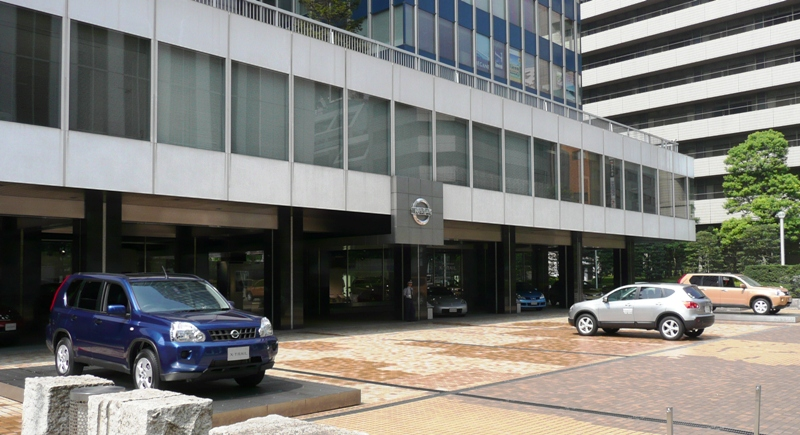
日産旧本社ギャラリー（2009年5月31日をもって閉館）

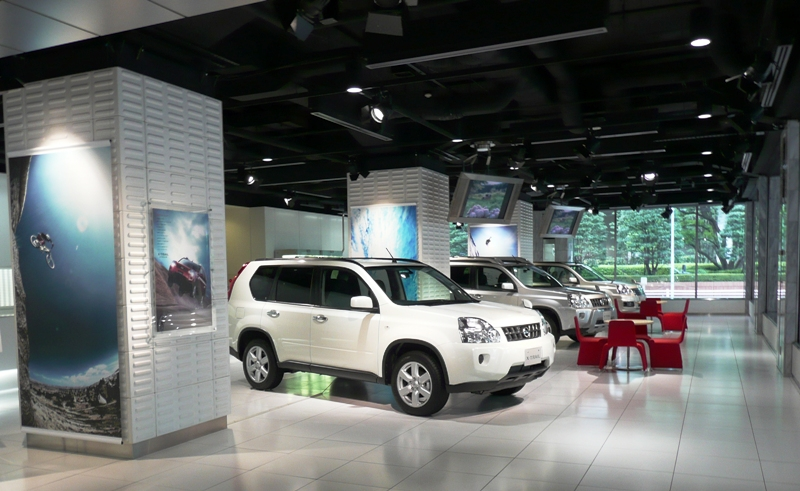
旧本社ギャラリー館内

- 旧・本社ギャラリー（東京都中央区銀座、日産旧本社1階）
2009年5月31日に閉館。その後、2013年まで読売新聞東京本社の本社建て替えのために同社が建物を間借りしていた。現在は三井不動産によるリノベーションを受け、建物の名称を「銀座6丁目-SQUARE」とした。

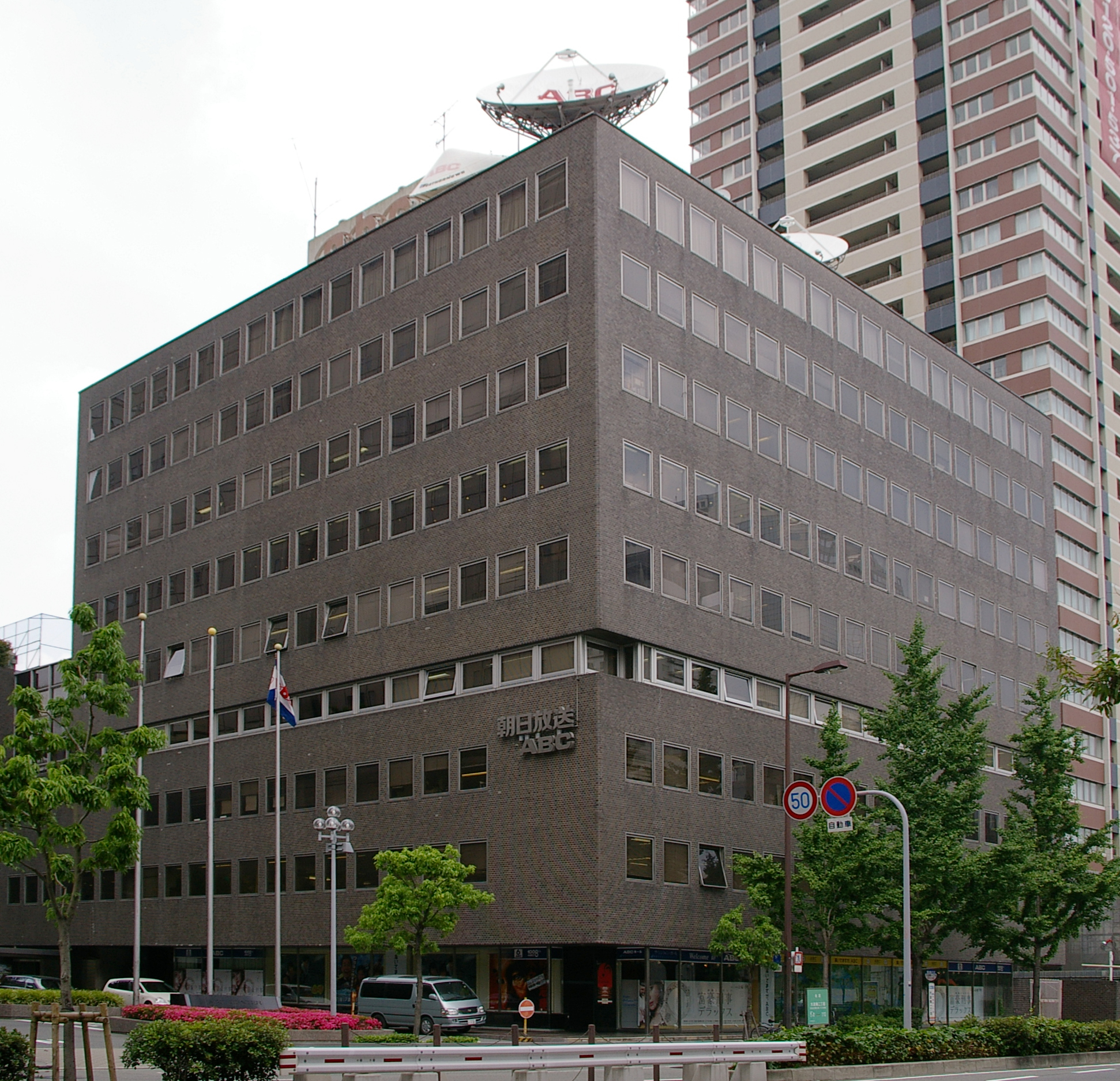
日産大阪ギャラリーがあった朝日放送旧本社社屋。手前の通り側1階にあった

- 大阪ギャラリー（大阪市北区大淀南二丁目、朝日放送旧本社ビル1階）
朝日放送旧本社ビル（ABCセンター）1階に存在したが、他のギャラリーより早い時期に閉鎖され、跡地はABCのオフィスに転用された（2008年にABC本社そのものが移転し、建物も解体された）。ABCラジオでかつて放送されていた「日産ミュージック・ギャラリー ポップ対歌謡曲」は大阪ギャラリーからの生放送だった。また、「探偵!ナイトスクープ」では大阪ギャラリーの前で収録していたことがある。ちなみにギャラリー開設当初、隣接していた大阪タワーには当時日産の主要車種だった「ブルーバード」「セドリック」「サニー1000」のネオン看板が縦に掲げられていた。阪神・淡路大震災では大きな被害にこそ至らなかったものの、外に面したガラス窓が割れる被害があった。
- 池袋ギャラリー（東京都豊島区東池袋、サンシャインシティ）
サンシャインシティに1980年代末頃まで存在したが、現在は営業を終了している。

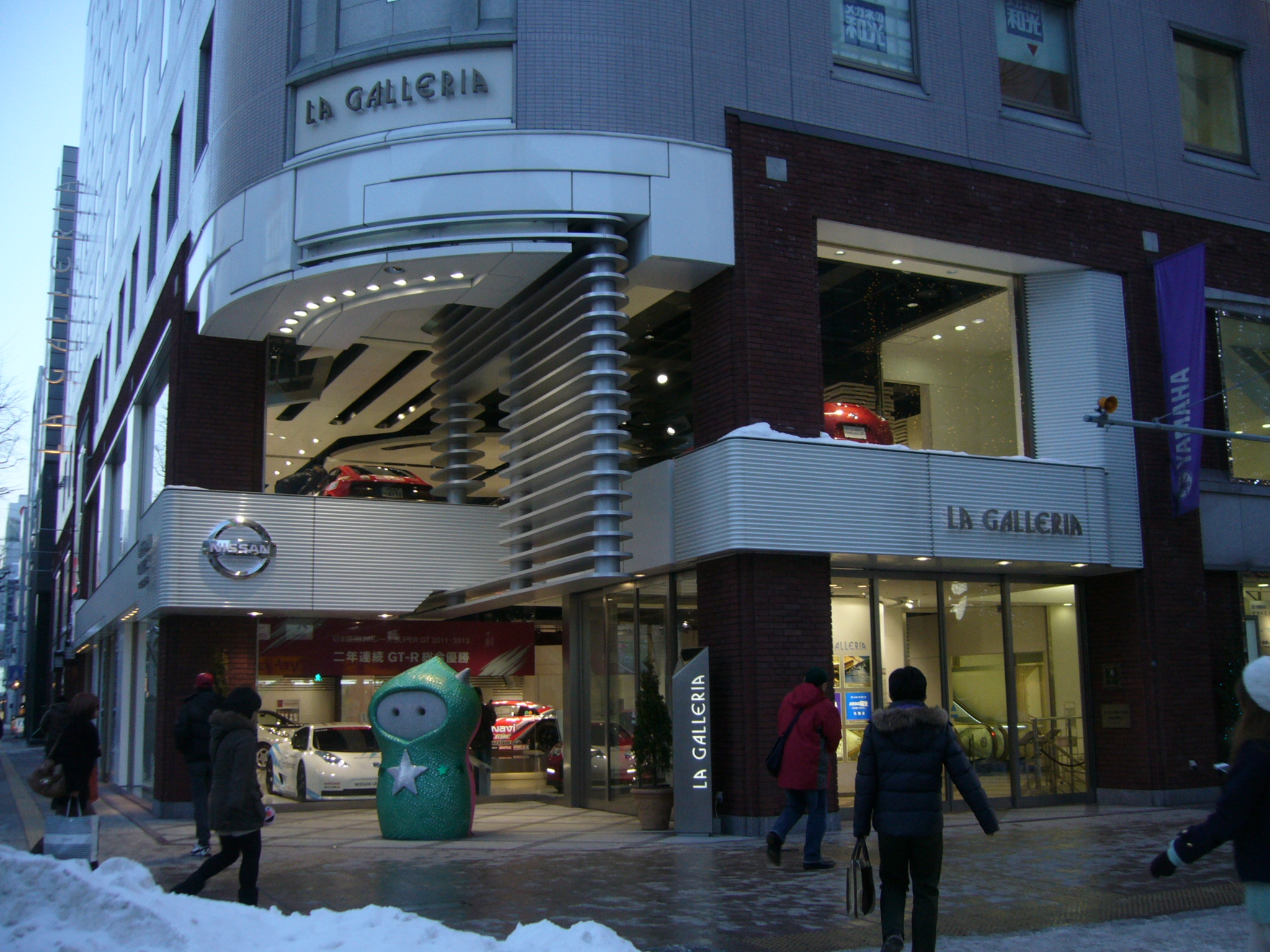
日産札幌ギャラリー（2013年3月31日をもって閉館）

- 札幌ギャラリー（札幌市中央区、ガレリアビル内）
1997年4月にサッポロファクトリー1条館１階（現・ペットランドプラス）にて開業したが2004年10月に大通地区に移転し新装オープン。2013年3月31日で約16年間に渡る営業に幕を下ろした。また、閉館前には福岡ギャラリー同様、来場者が選ぶヘリテージ・レーシングカーの展示を行っていた。前半の3月2日（土）〜3月15日（金）は、ダットサンスポーツ（1952年、DC-3型）、ダットサン12型フェートン（1933年、12型）、スカイライン2000GT（1965年、S54B-II型）、ブルーバード1800SSS（1979年：KP910型）、スカイライン H/T 2000GT-R（1973年、KPGC110型）、フェアレディ240ZG（1972年：HS30型）、ムラーノ 350XV FOUR Mode・Rosso（2012年：Z51型）、日産リーフ X（2012年・AZEO）フェアレディZ Version ST（2012年：Z34型）、NISSAN GT-R Pure Edition For TRACK PACK（2012年・R35型）を、後半は3月16日（土）〜3月31日（日）はスカイラインR34GT-R M-SpecNur（1999年：BNR34型）、ニッサン MID 4（1987年、II型）、Be-1（1987年、BK10）、フィガロ キャンバストップ （1991年：FK10）、スカイライン R34 GT-R #12 カルソニック（2002年、R34型）、NISSAN　R382（1969年　日本グランプリ優勝車）、日産リーフ G（2012年：AZEO型）、セレナ ハイウェイスター エアロモード（2012年：C26型）、フェアレディZ ロードスター Version ST（2012年：Z34型）、NISSAN GT-R Pure Edition For TRACK PACK（2012年：R35型）を展示していた。また、営業最終日の2013年3月31日は日産福岡ギャラリー同様に、午前10時30分（営業開始時間から）から来場者に先着480名限定で日産車のミニカーをプレゼント。なお、同日はギャラリー側の都合で18時までの営業となった。跡地には、スウェーデンに本社を置くカジュアル衣料販売店のH&Mが11月23日（土・祝）にオープンした。H&Mが道内に店舗を構えるのは初で、札幌ギャラリー跡が第1号店となる。このH&MSAPPORO店オープンにより、閉館された日産ギャラリー跡地すべてに店舗が入店したこととなる。

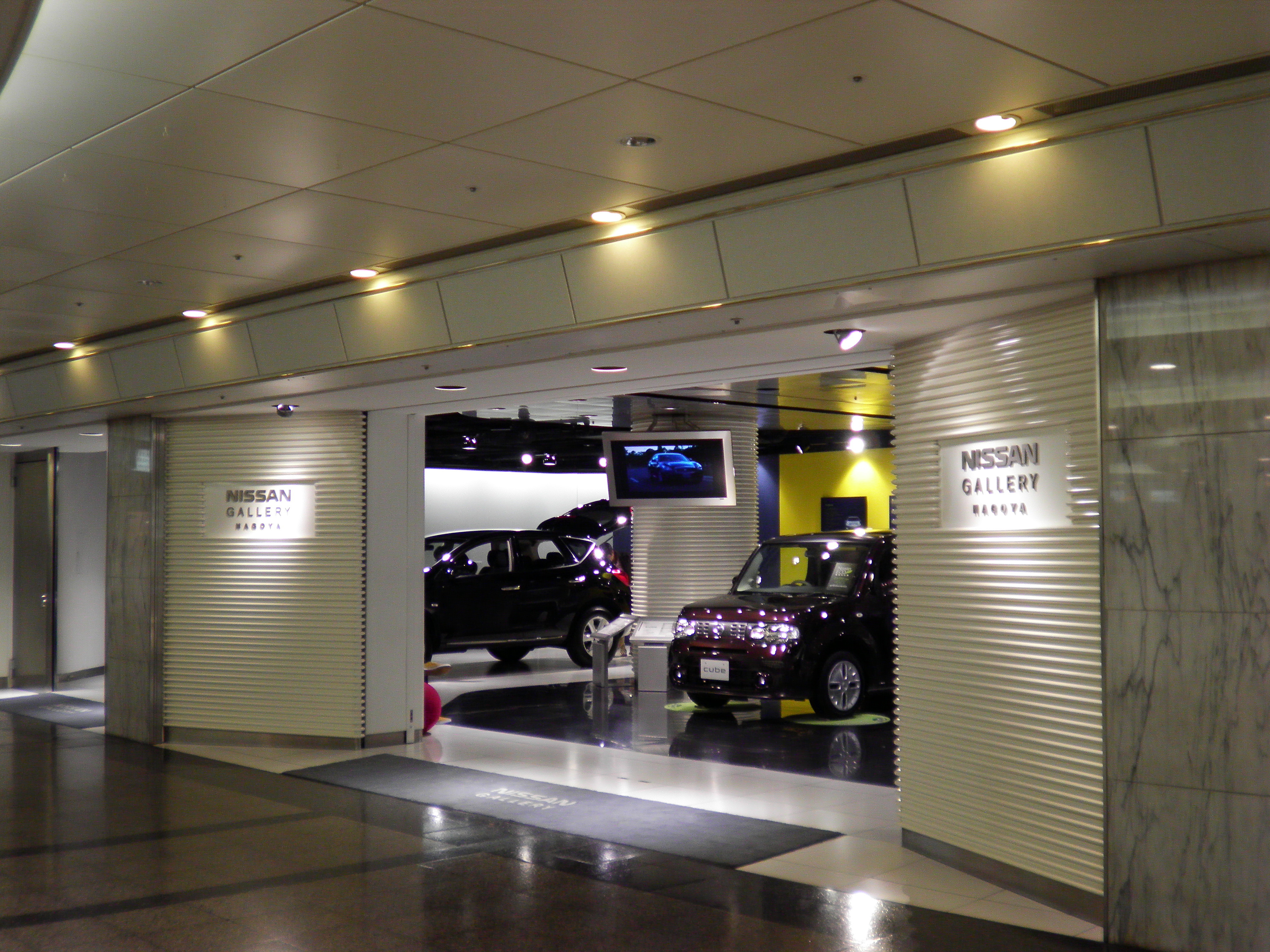
日産名古屋ギャラリー（2013年5月6日をもって閉館）

- 名古屋ギャラリー（名古屋市中区、サカエチカ内）
日本で唯一の「地下街に所在する自動車ショールーム」として有名だったが、2013年5月6日に閉鎖され、約44年間の歴史に幕を閉じた。閉館前には、福岡や札幌のギャラリーと同様に、来場者が選んだヘリテージ・レーシングカーの展示を行った。前半の4月1日（月）〜4月18日（木）は、ダットサンスポーツ（1952年、DC-3型）、スカイライン2000GT（1965年、S54B-II型）、フェアレディ240ZG（1972年：HS30型）、日産リーフ（2012年：AZEO型）を展示し、後半は4月19日（金）〜5月6日（日）で、スカイラインR34GT-R M-SpecNur（1999年：BNR34型）、Be-1（1987年、BK10）、NISSAN　R382（1969年　日本グランプリ優勝車）、NISSAN New Mobility CONCEPT（2010年：－）、フェアレディZ ロードスター Version ST（2012年：Z34型）を展示した。なお、営業最終日の2013年5月6日は日産福岡・札幌ギャラリー同様、午前10時（営業開始時間）から来場者先着480名限定で日産車のミニカーをプレゼントした。日産撤退後は2013年9月14日（土）午前11時に、NTTドコモが「ドコモ スマートフォンラウンジ名古屋」というスマートフォンやタブレット (コンピュータ)の新製品などを展示する施設を開設した。さらに、高齢者を対象に、スマートフォンの操作を紹介するイベントも開催。また、「スマートフォンラウンジ」横には、「ドコモショップ 栄クリスタル広場店」も併設されていたが、2017年12月31日（日）午後3時をもって閉店となった。ドコモショップの跡地は、スマートフォンラウンジに吸収される形となり、これに伴い、2018年1月1日（月）～2017年2月21日（水）まで、店舗改装のため一時休業している。
また、この名古屋ギャラリーには、かつて東海ラジオ[8]のサテライトスタジオも併設していた。

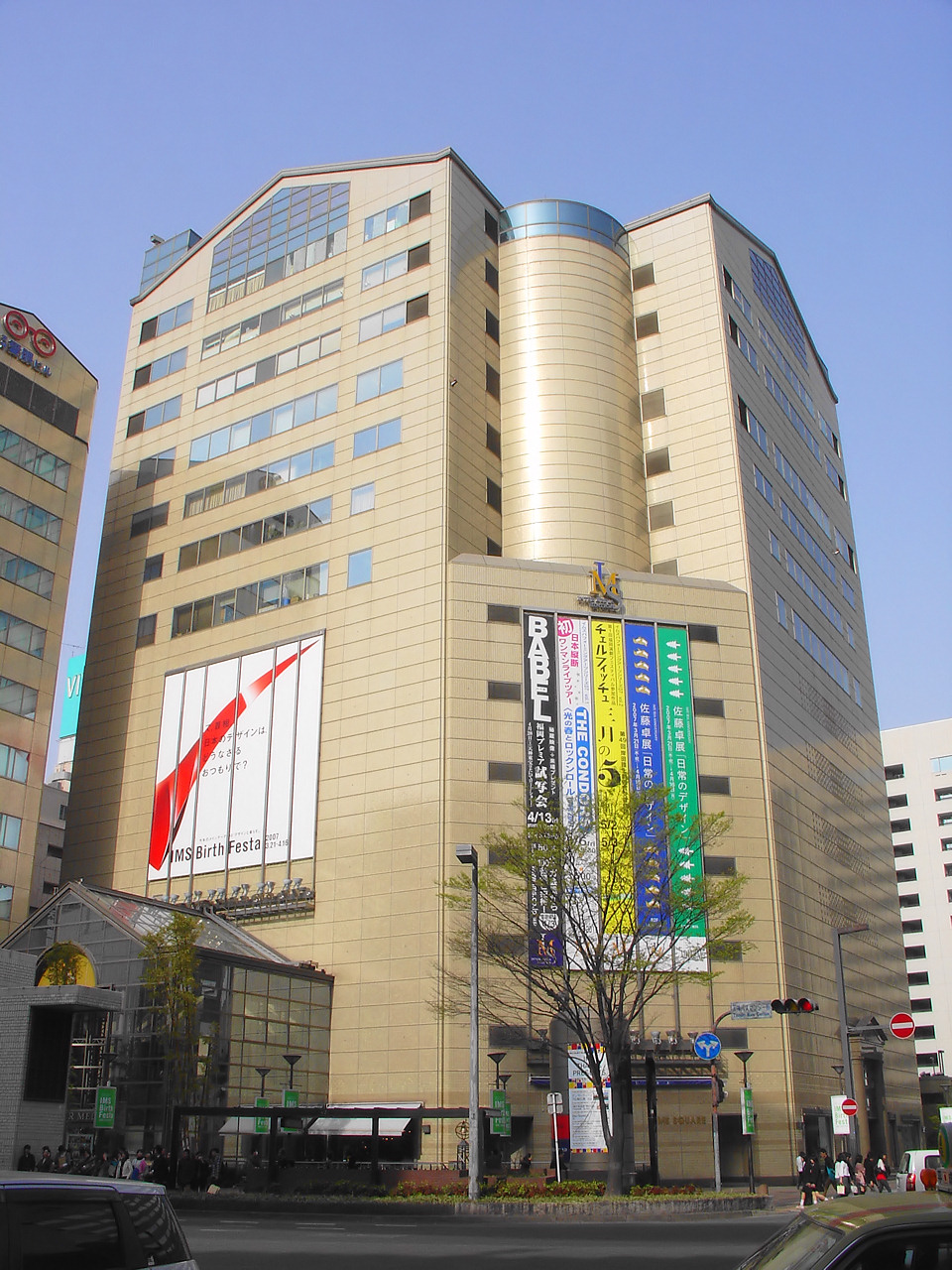
日産福岡ギャラリーがあった天神イムズ（天神MMビル）

- 福岡ギャラリー（福岡市中央区、天神イムズビル4階内）
2013年2月3日に閉館され、2012年12月26日から2013年2月3日までは2回に分けて、来場者が選んだヘリテージ・レーシングカーの展示をしていた。前半はフェアレディ240ZG（1972年）、ダットサン 12型フェートン（1933年）、スカイライン2000GT（1965年）、NISSAN GT-R Premium Ediiton（2012年：R35型）後半は2013年1月16日（水）から2013年2月3日（日）までの期間で、スカイラインR34GT-R M-SpecNur（1999年：BNR34型）、フィガロ キャンバストップ （1991年：FK10）、NISSAN　R382（1969年　日本グランプリ優勝車）、日産リーフ X（2012年：AZEO型）、NISSAN New Mobility CONCEPT（2010年：－）、フェアレディZ ロードスター Version ST（2012年：Z34型・イムズビル正面玄関に展示）を展示し、約24年の営業に幕を下ろした。なお、最終日の2月3日は先着480名に日産車のミニカーがプレゼントされた[9]。日産撤退後は、ファッション、日用品、カフェ、食品、本、化粧品などを取り扱う「Ma-ket 101（マケット ワンオーワン）」という雑貨店が2013年4月5日（金）〜9月23日（月・祝）までの期間限定で営業を行っていた（期間限定営業は当初は7月13日で閉鎖予定だったが、約2ヶ月延長）。期間限定営業終了後は、福岡ギャラリーの敷地（跡地）を半分に分け、INTERVAL SHOP manu coffee（インターバルショップ マヌコーヒー）というコーヒーショップ（こちらは10月1日(火)〜2014年4月13日(日) 期間限定営業（当初は2014年1月13日(月)に閉鎖予定だったが、約3ヶ月延長）、GRiPS（グリップス）というアウトドアウエア・ギアを揃えた専門店（10月1日〜の期間限定営業）をそれぞれオープンした。GRiPSは予定通り2014年1月13日に閉鎖され、その跡地には2014年1月17日～2014年6月29日まで、新たに「Trip Ma-ket（トリップ マケット）」という雑貨店がオープンしていた。なお、この新店舗は2013年4月5日〜9月23日までの期間限定で営業を行っていた「Ma-ket 101（マケット ワンオーワン）」がブラッシュアップして再び再オープンした形となっており、期間限定ではあるが、事実上の復活となる。この後、ギャラリー跡地を三等分し、2014年6月19日（木）～8月31日（日）までの期間限定で、“オトナの究極かき氷”を提供する「ミルクアンドハニー福岡」がオープンした。その隣にも二店舗オープンしていたが、期間限定営業を終了した。そのあとギャラリー跡地を１つに集約し（福岡ギャラリー営業時の状態）、カフェで本の販売を行うという新しいスタイルをとり入れる「solid&liquid（ソリッド＆リキッド）」という店がオープン。一定の期間で閉鎖となる期間営業店舗とは異なり、福岡ギャラリー閉鎖後初の通常営業店舗となった。この店舗オープンにより、閉館された日産ギャラリー跡地すべてに通常営業店舗が入店したこととなる。また、2017年4月26日には、福岡ギャラリーが入居していた4階のテナントが同時にほぼすべて撤退し、「紀伊國屋書店」がオープンした。なお、この紀伊國屋書店は、同フロアの店舗面積の約7割を占めている。

### 他社のメーカー主導型ショールーム
- トヨタ自動車 - トヨタ自動車ショールーム （名古屋市ミッドランドスクエア内）
  - かつてはアムラックス（東京都豊島区東池袋）が存在したが、2013年12月23日をもって23年間の営業を終えた。また、MEGAWEB/メガウェブ（東京臨海副都心青海地区のパレットタウン内）が1999年3月に開設され、前述のアムラックスの機能も引き継いでいたが、再開発に伴い2021年12月31日に閉館した。
- レクサス - レクサスギャラリーミッドランドスクエア（愛知県名古屋市ミッドランドスクエア内）/レクサスギャラリー高輪（東京都港区高輪 レクサス高輪内）
- 本田技研工業 - Honda ウエルカムプラザ（東京都港区南青山、Honda青山ビル内）なお2025年3月をもってHonda青山ビルの解体および建替えのため、休館となる予定。
- SUBARU - スバル スタースクエア（東京都渋谷区恵比寿、エビススバルビル内）
- マツダ - マツダ ブランドスペース大阪（大阪市北区）/ MAZDA TRANS AOYAMA (東京都港区南青山)
- 三菱自動車工業 - 三菱自動車本社ショールーム（東京都港区芝、三菱自動車工業本社内）
- メルセデス・ベンツ - Mercedes me（大阪市北区、品川プリンスホテル、羽田エアポート)
- BMW / MINI -  BMW GROUP Tokyo Bay（東京都港区台場）/ FREUDE by BMW （東京都港区麻布台・麻布台ヒルズ内）
- Audi - Audi みなとみらい（横浜市中区新港） / Audi Forum Tokyo（東京都渋谷区神宮前。2006年開館、2016年3月閉館。）